# Freebase
Freebase是一个由元数据组成的大型合作知识库，内容主要来自其社区成员的贡献。它整合了许多网上的资源，包括部分私人wiki站点中的内容。Freebase致力于打造一个允许全球所有人（和机器）快捷访问的资源库。它由美国软件公司Metaweb开发并于2007年3月公开运营。2010年7月16日被谷歌收购。
2014年12月16日，Google宣布将在六个月后关闭Freebase，并帮助将数据从Freebase迁移至维基数据。
2015年12月16日，Google正式宣布知识图谱API，用以替代Freebase API。Freebase.com于2016年5月2日正式关闭。